# Opisthoncus bellus
Opisthoncus bellus là một loài nhện trong họ Salticidae.
Loài này thuộc chi Opisthoncus. Opisthoncus bellus được Ferdinand Karsch miêu tả năm 1878.